# Abraxas pantaria
Abraxas pantaria är en fjärilsart som beskrevs av Carl von Linné 1767. Abraxas pantaria ingår i släktet Abraxas och familjen mätare. Inga underarter finns listade i Catalogue of Life.

## Bildgalleri

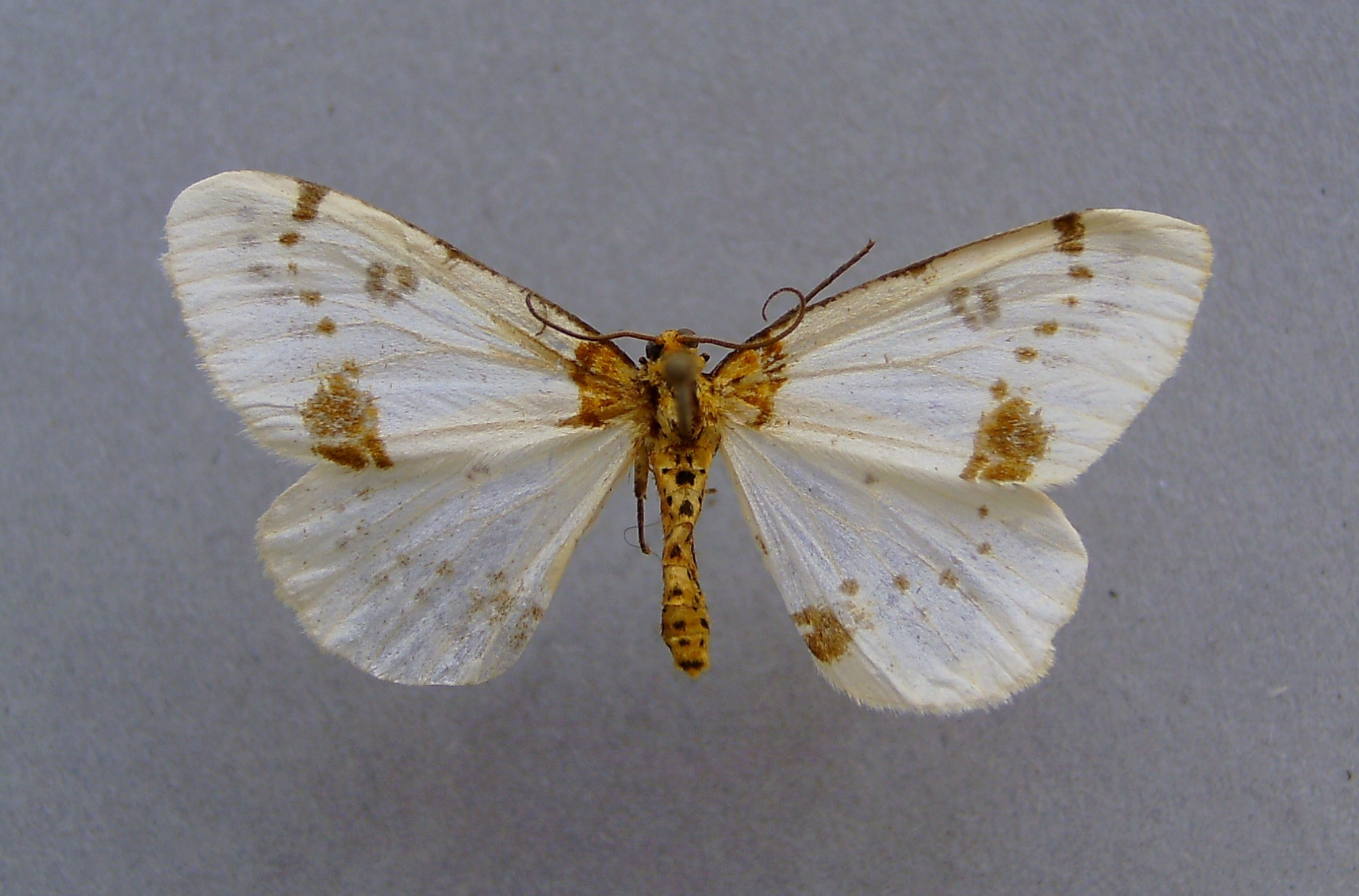
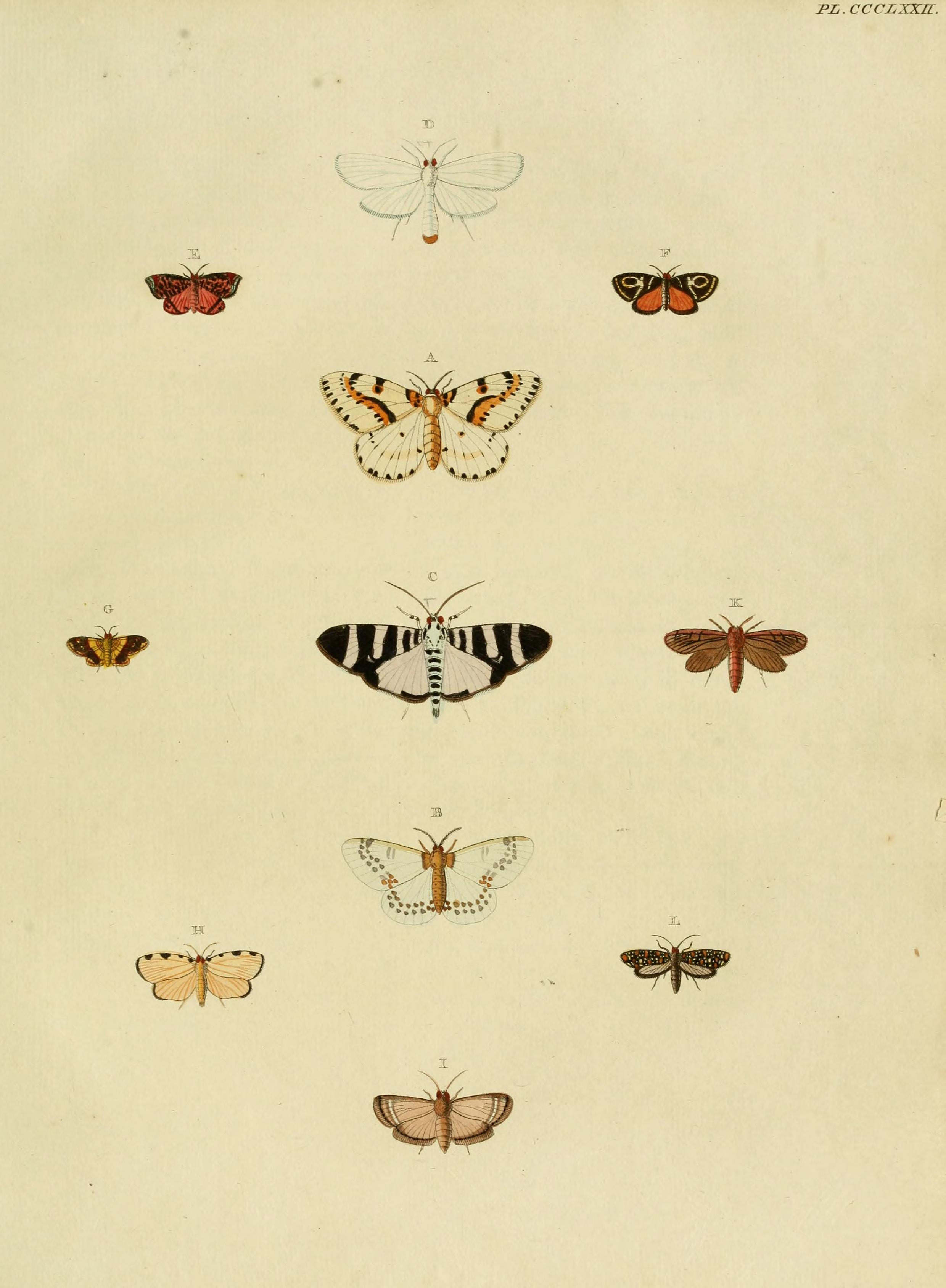